# Dana Fuchs

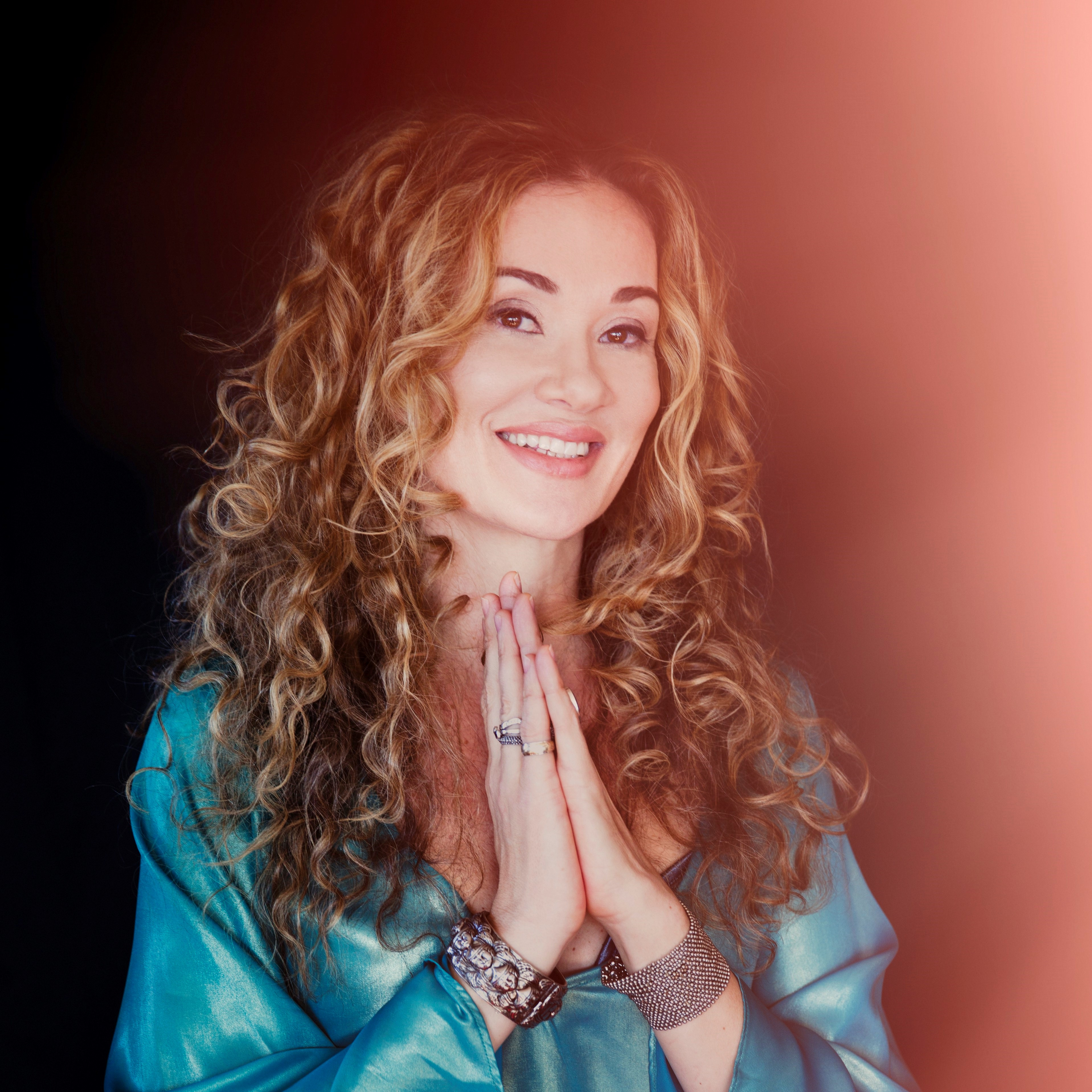
Dana Fuchs (2018)

Dana Fuchs (* 10. Januar 1976 in New Jersey) ist eine US-amerikanische Sängerin und Songwriterin, deren Musik Southern Rock, Soul, Rootsmusik und Blues mischt. Sie ist auch als Schauspielerin tätig.

## Leben und Karriere
Als jüngstes von sechs Kindern wurde Fuchs im US-Bundesstaat New Jersey geboren und wuchs in Wildwood, Florida auf. Mit zwölf sang sie in einem Gospel-Chor. Ihr Vater war Alkoholiker, ihr Großvater starb durch Suizid.
Als Teenager war Fuchs in einer Schauspiel- und einer Gitarrengruppe. Sie nahm Drogen, brach die Schule ab, lief von zu Hause weg und arbeitete als Stripperin. In New York City arbeitete sie als Sekretärin, bevor sie wieder mit dem Strippen anfing.
Fuchs begann eine Gruppenpsychotherapie. Wenig später starben ihre Schwester – die alkohol- und drogenabhängig war – und ihr Bruder, der einen Hirntumor hatte. Tod und Verlust wurden Themen ihrer Musik.
Ab 1998 konzentrierte sich Fuchs auf die Musik, die wesentlich von Esther Phillips und Etta James beeinflusst ist. Sie trat in Bluesclubs auf, und nachdem sie Jon Diamond kennengelernt hatte, gründeten sie die Dana Fuchs Band und veröffentlichten 2003 das Album Lonely for a Lifetime.
Fuchs’ raue Stimme führte zu Vergleichen mit Janis Joplin, und sie verkörperte Joplin auch in dem Musical Love, Janis, das von 2001 bis 2003 lief. 2007 spielte sie die Sadie in dem Filmmusical Across the Universe.
Die Alben Bliss Avenue (2013) und Songs from the Road (2014) erreichten beide die Top-10 der Blues Album Charts des Billboard-Magazins. Beide Alben erschienen bei Ruf Records.
Für den Film SherryBaby (2006) schrieb Fuchs mit Jack Livesey Songs, die sie auch sang. In den 1990er- und 2000er-Jahren sang sie auch für die MTV-Werbung im Radio.
Nach ihrer Zeit bei Ruf Records gründete Fuchs ihr eigenes Label „Get Along Records“. Mithilfe von Crowdfunding veröffentlichte sie 2018 das Album Love Lives On.
Fuchs ist Botschafter der JED Foundation, einer Organisation zur Suizid-Bekämpfung und Unterstützung Jugendlicher bei psychischen Problemen.

## Diskografie (Auswahl)
- 2003: Lonely for a Lifetime
- 2006: Sherrybaby Soundtrack
- 2007: Live in NYC
- 2007: Across The Universe Soundtrack
- 2011: Love to Beg
- 2013: Bliss Avenue
- 2014: Songs from the Road
- 2015: Broken Down Acoustic Sessions
- 2018: Love Lives On